# 西宮市立夙川小学校
西宮市立夙川小学校（にしのみやしりつしゅくがわしょうがっこう）は、兵庫県西宮市久出ケ谷町にある公立小学校である。
1936年（昭和11年）に西宮市立夙川尋常小学校として開校した。

## 沿革
- 1936年（昭和11年）4月1日、「西宮市立夙川尋常小学校」として開校
- 1938年（昭和13年）12月1日、校旗制定
- 1941年（昭和16年）3月8日、校歌制定。4月1日、「西宮市立夙川国民学校」と改称。4月17日、西校舎（現運動場西側・昭和27年2月16日焼失）竣工
- 1947年（昭和22年）4月1日、「西宮市立夙川小学校」と改称
- 1950年（昭和25年）6月25日、北校舎（2号館）竣工
- 1951年（昭和26年）9月28日、講堂（仲良しホール）竣工
- 1953年（昭和28年）4月7日、西校舎（3・4号館）復興建築竣工
- 1954年（昭和29年）7月12日、給食室竣工
- 1957年（昭和32年）8月5日、学校プール完成。11月30日 特別教室（理科・図書室）完成
- 1959年（昭和34年）8月31日、校庭スタンド完成
- 1960年（昭和35年）3月31日、西校庭完成
- 1964年（昭和39年）1月15日、西校舎への渡り廊下（3・4号館を結ぶ）完成
- 1966年（昭和41年）4月1日、北夙川小学校開校に伴い児童2～4年260名転出。校区変更により安井小学校より12名転入。11月12日、創立30周年記念式典挙行
- 1968年（昭和43年）4月1日、西宮市立夙川幼稚園を併設。11月16日 本館増築工事竣工（現東館西部分）
- 1969年（昭和44年）5月10日、西門・校庭スタンド撤去、校庭拡張
- 1975年（昭和50年）10月14日、体育館竣工
- 1977年（昭和52年）4月7日、新館（現西館北部分）竣工
- 1981年（昭和56年）4月1日、併設幼稚園独立分離
- 1982年（昭和57年）7月27日、運動場改良工事完了
- 1984年（昭和59年）6月16日、プールサイド、コンクリート補修工事完了
- 1985年（昭和60年）8月18日、創立50周年記念事業準備委員会開催
- 1986年（昭和61年）1月14日、西宮市立苦楽園中学校の過密解消対策として校区変更（阪急電車以南5町が大社中学校区となる）。11月9日 創立50周年記念式典挙行
- 1987年（昭和62年）1月31日、帰国子女教育研究発表会開催
- 1989年（平成1年）3月31日、2・3・4号館解体、西校舎・新プール完成。4月5日、新校舎に移転。6月11日、新校舎披露作品展を開催
- 1990年（平成2年）11月2日、公開授業研究会を実施
- 1991年（平成3年）7月3日、阪神地区算数教育研究会開催による授業公開
- 1992年（平成4年）10月6日、第1回自然学校を実施。12月5日、第1回夙川地区クリーン活動を実施
- 1994年（平成6年）4月1日 福祉教育推進協力校に指定。西宮市教育委員会研究校（総合学習）に指定7
- 1995年（平成7年）1月17日、阪神・淡路大震災（約1200人避難）。4月23日、避難所閉鎖。8月26日、北運動場　阪神・淡路大震災の義援金による「愛の果樹園」完成。8月31日 運動場復旧工事完了。9月25日 運動場西側西館前フェンス完成
- 1996年（平成8年）1月13日、震災慰霊碑完成。3月18日、阪神・淡路大震災を心に刻んで「生命を育む自然池」完成。7月5日、西宮市教育委員会指定研究（総合型学習）授業公開
- 1997年（平成9年）3月6日、福祉教育実践発表
- 2000年（平成12年）6月8日、大社地区人権（同和）教育研究会発表。8月、東館大規模補修
- 2001年（平成13年）4月1日、西宮市教育委員会研究校（全領域）に指定。8月12日、運動場西側補修工事完了。8月25日、東館改修工事完了
- 2002年（平成14年）4月1日、文部科学省道徳教育推進校に指定
- 2003年（平成15年）11月20日、全国小学校道徳教育研究大会（授業公開）
- 2004年（平成17年）3月21日、育成センター移築（運動場東端）
- 2005年（平成18年）5月、プール改修工事
- 2008年（平成21年）4月1日、プレハブ仮設校舎完成
- 2009年（平成22年）12月22日、給食棟完成
- 2011年（平成24年）12月5日、新東校舎竣工・引き渡し
- 2012年（平成25年）1月8日、新東校舎に移転。4月8日、 北エリア完成。10月19日、竣工記念式典挙行
- 2014年（平成27年）1月29日、西宮市教育委員会指定研究発表（ESD推進）
- 2015年（平成28年）10月21日、兵庫県小学校理科授業研究発表会開催
- 2016年（平成29年）4月1日、兵庫県道徳教育実践研究指定（苦楽園中学校区）
- 2018年（平成31年）2月8日、二宮尊徳像南大門へ移設。2月14日、県民まちなみ緑化事業（東校舎テラス等）
- 2019年（令和1年）8月26日、育成センター改築
- 2020年（令和2年）3月2日、新型コロナウイルス感染拡大防止のため臨時休校（卒業式・着任式・始業式・入学式は実施）。6月1日、分散登校開始（6月15日に一斉登校再開）
- 2021年（令和3年）3月12日、県民まちなみ緑化事業（運動場周囲植栽）。11月19日、全国小学校理科研究協議会研究大会兵庫大会（授業公開）
- 2023年（令和5年）2月20日、県民まちなみ緑化事業（運動場南側等植栽）。8月、体育館空調工事完了
- 2025年（令和7年）2月7日、西宮市教育委員会指定研究発表（「？(問い）」⇔「！(気付き）」のある授業）

## 校区
- 菊谷町
- 松ヶ丘町
- 木津山町
- 深谷町
- 松生町
- 久出ヶ谷町
- 相生町
- 雲井町
- 殿山町
- 高塚町

- 羽衣町
- 霞町
- 松園町
- 大谷町
- 御茶家所町
- 郷免町

## 卒業後の進路
公立学校への進学の場合は、羽衣町、霞町、松園町、大谷町、御茶家所町、郷免町は西宮市立大社中学校へ、それ以外は西宮市立苦楽園中学校へ進学する。

## 主な関係者

### 出身者
- 小南満佑子 - 女優
- 桑原達秋 - 福井テレビジョン放送の社員、元・同局アナウンサー

### 教職員
- 岡田淳 - 児童文学作家。図画工作専科の教師として勤めていた[1]

### 歴代校長
- 1936年（昭和11年） 4月1日 初代原田碵司校長着任
- 1945年（昭和20年） 4月1日 第二代堀毛良太郎校長着任
- 1950年（昭和25年） 4月1日 第三代西村弥三治校長着任
- 1951年（昭和26年） 4月1日 第四代中井彦三郎校長着任
- 1955年（昭和30年） 4月1日 第五代森良夫校長着任
- 1958年（昭和33年） 4月1日 第六代山田武校長着任
- 1963年（昭和38年） 4月1日 第七代西垣貞夫校長着任
- 1971年（昭和46年） 4月1日 第八代木村勝校長着任
- 1976年（昭和51年） 4月1日 第九代松田博隆校長着任
- 1978年（昭和53年） 4月1日 第十代橋詰ケイ子校長着任
- 1981年（昭和56年） 4月1日 第十一代塩住義一校長着任
- 1984年（昭和59年） 4月1日 第十二代小森正校長着任
- 1988年（昭和63年） 4月1日 第十三代米山道宏校長着任
- 1991年（平成3年）   4月1日 第十四代中島剛校長着任
- 1993年（平成5年）   4月1日 第十五代辻井八代子校長着任
- 1997年（平成9年）   4月1日 第十六代西村光彦校長着任
- 1999年（平成11年） 4月1日 第十七代水永道博校長着任
- 2004年（平成16年） 4月1日 第十八代山口修校長着任
- 2008年（平成20年） 4月1日 第十九代安部伸一校長着任
- 2012年（平成24年） 4月1日 第二十代村尾俊之校長着任
- 2016年（平成28年） 4月1日 第二十一代松岡健介校長着任
- 2021年（令和3年）　 4月1日第二十二代牧野天志校長着任
- 2024年（令和6年）   4月1日 第二十三代西本英典校長着任

## 所在地
- 兵庫県西宮市久出ケ谷町8番4号

## 通学区域が隣接している学校
- 西宮市立北夙川小学校
- 西宮市立神原小学校
- 西宮市立安井小学校
- 西宮市立香櫨園小学校
- 芦屋市立岩園小学校